# 量子力学的数学基础
《量子力学的数学基础》（德語：Mathematische Grundlagen der Quantenmechanik）由约翰·冯·诺伊曼撰写，在量子力学理论的发展过程是一本重要的作品。

## 出版历史
本书原由施普林格出版社在德国出版。1955年，普林斯顿大学出版社出版了由罗伯特·T·拜尔翻译的英文译本。1964年，Nauka出版社出版了经尼古拉·博戈柳博夫编辑的俄语译本。